# 軍事心理学
軍事心理学（ぐんじしんりがく、英：Military psychology）とは軍事に関連する心理学的な問題を研究する応用心理学の一部門である。国防心理学、戦場心理学、ミリタリー心理学とも記述される。

## 概要
軍事心理学は心理学的な軍事問題を研究する応用心理学であり、軍事要員としての適性や軍事行動に伴う様々な心理学的な課題について研究が行われる。具体的には将兵の選抜と配置、軍事教練の過程や効果、偽装の過程や効果、戦闘ストレス、心理的レジリエンスなどの精神衛生、士気や統率といった集団行動、人間工学の兵器設計への応用、軍隊生活などが研究の対象となる。また、戦争において兵士らが「敵」などを殺傷したり、自らが死の瀬戸際に追いやられたり、仲間が目前で死亡したりした際に生じると思われる戦争神経症、戦闘ストレス、トラウマ、PTSDに関する研究も行われている。近年では、軍人・自衛官の自殺防止、ハラスメント防止、違法行為防止のための心理教育法の開発、自然災害や戦争などにおける被災者の支援、軍人・自衛官の家族のレジリエンスとウェルネス向上法の開発も重要な研究課題である。さらに、先進諸国では心理学専門軍人が戦闘部隊の組織化や指揮官の意思決定の補佐を行っている。NATO加盟国をはじめ自衛隊でも女性軍人・自衛官の数が増えつつあり、ジェンダー心理学、ワーク・ライフバランスの心理学研究も盛んである。仮想現実（VR)ゴーグルを利用したストレス・コントロールの各種訓練法も米軍や中国人民解放軍などで進行中である。

## 歴史

### 欧米
1904年に勃発した日露戦争においてロシア軍では軍医が戦場で負傷兵の治療活動を行った。また日本軍とロシア軍の双方に他国（英国，フランスなど）の観戦武官が加わり，負傷兵に身体的損傷がないのに異常行動を示す者がいることに注目し記録した。第一次世界大戦中、塹壕を切削しながらの攻防と兵器の進化にともない、砲弾の衝撃で精神的外傷（砲弾ショック）を負った兵士が大量に出てきたために連合軍では心理学的な研究・対応の必要性を認めるようになる。
1917年に第一次世界大戦に参戦した米国では米国心理学会会長のロバート・ヤーキースが陣頭指揮を執り、国立学術研究会議の心理学部に13の委員会が設置され、徴募兵の知能検査や軍事教練についての研究が本格始動した。陸軍アルファ検査（英語の読み書きができる者が対象）とベータ検査（英語の読み書きができない者が対象）はこの過程で開発されたものであり、175万人もの兵士に対して行われ、統計学の手法も取り入れて個人差測定の可能性を生み出し、以後の知能検査の手法にも参考にされた。
第一次世界大戦後にはドイツ国防軍が1926年に将兵に対して適性検査を実施し、1933年には軍内に正式な軍事心理学の研究機関が設立された。また第二次世界大戦において米国は国立学術研究会議に非常時心理学委員会を設置し、軍事心理学の見地からの指導が行われた。また科学研究開発局(OSRD)による契約研究が開始され、航空適性、夜間作戦、人間工学、態度、動機づけの心理学研究が実施された。
欧州と太平洋に分かれて戦闘を展開した米国は兵士の疲弊を軽減する方策を開発するよう心理学者スキナーに要請した。スキナーは列車で移動中に窓の景色を眺めていた時，空を飛ぶ鳥の群れを見て，オペラント条件づけで鳩が敵の軍艦を目視したら嘴（くちばし）でボタンをつつくよう調教し，複数の鳩をミサイルの先端に入れる爆撃装置を開発した（ピジョン・プロジェクト）。現代の無人爆撃機（ドローン）の先駆けである。だが，その装置は実用化されなかった。米国マンハッタン計画で原子爆弾の実用化の目途がついたからだ。日本への原子力爆弾の投下計画にも軍事心理学者が参画した。日本の戦意を打ち砕くために，日本の地理，国民性，歴史と文化，産業，高等教育，鉄道路線など多様な情報を分析し，第一ターゲットは京都市に絞られた。予定された爆心地は現在の鉄道博物館や京都水族館のある梅小路公園であった。そのため京都市もたびたび空襲を受け，また原子力爆弾の形をしたパンプキン爆弾も京都市に投下された。だが陸軍長官スティムソンの判断で計画が変更され，悲劇は広島市と長崎市で起こった。
第二次世界大戦後にも限定戦争やゲリラ戦、テロリズムなどの新しい軍事問題の出現によって心理学もそれらに対応した研究が行われている。その手法は統計学、医学、生物学、社会学が取り入れられている。また、冷戦崩壊後の国際社会において、イスラム過激派国際テロリストによる卑劣で残虐なテロ行為が、米国やイスラエルなどで多発しているため、イスラエルや米国などにおいては、イスラム教やイスラム教徒というだけで恐怖や嫌悪という情動が発生するイスラモフォビアが発生している。
ベトナム戦争では戦時中，戦後に大量の米軍帰還兵が極度の戦闘ストレス反応を示し，社会生活で不適応を起こしたことから，彼らを救済するために心的外傷後ストレス障害（PTSD）という精神疾患の診断名が，1980年に出版された米国精神医学会の診断マニュアル「DSM３」に登場した。PTSDは1990年代以降の，湾岸戦争やイラク・アフガニスタン戦争でも多発し，米軍兵の中から大量の自殺者が現れ，現在も米国では重大な社会問題となっている。現在，米国国防省や英国国防省では，戦闘ストレス・コントロールやPTSDの予防・軽減のために有効な教育プログラムの開発に注力している。対症療法よりも予防法の強化である。

### 日本
第一次世界大戦直後にアメリカの各地の心理学者、特に軍事心理学者を訪問した松本亦太郎が、帰国後、海軍省および海軍で報告講話を行った 。松本が指導し、1918年に日本海軍が実験心理学応用調査会を設置したことに日本の軍事心理学の研究が始まる。また帝国大学においても航空研究所心理学部が軍事心理学の研究に取り組んだ。1930年には内山雄二郎が『戦場心理学』を著し、さらに小保内虎夫他が1941年に『国防心理学』を著している。海軍技術研究所、海軍航空技術廠、陸軍航空技術研究所、陸軍教育総監部で心理学者の協力の下で航空適性検査、酸素欠乏、加速度影響、落下傘部隊の落下時の心理、射撃照準、偽装などが研究される。また、 陸軍付属の国府台病院（現、国立国際医療研究センター）などの精神病院も設立された。戦後には防衛省（陸海空自衛隊、防衛大学校、防衛医科大学校、自衛隊病院など）で研究開発・教育・臨床・実装が行われている。2000年代以降、陸海空自衛隊、自衛隊病院などには臨床心理士または公認心理師資格を有する幹部自衛官ならびに技官が配置されている   。

## 米国で展開されている軍事心理学
軍事心理学は心理学の専門分野であり、心理科学を応用して、軍人の即応性、組織最適化、作戦を促進する。軍事心理学者は、直接的な臨床ケア、軍司令官への相談、他者への指導や軍事訓練の支援、軍事作戦や軍人に関連する研究など、さまざまな方法で軍に支援を提供している。軍務に関連するストレス要因は、リスクの高い訓練や戦闘にさらされることを含め、数多くある。そのため、心理学者は、軍の指導者が適切な訓練プログラムを設計し、そのプログラムを監督し、軍人の訓練と軍生活全般の課題に対処することを支援する重要な支援要員である。軍人が直面する問題のほとんどは、民間人が直面する問題とそれほど変わらない（例えば、人間関係の問題、経済的ストレス要因、職業的緊張）。軍人が直面する問題のうち、やや異なる例としては、戦闘に伴う心的外傷後ストレス障害（PTSD）、離別による長期または頻繁な配備に伴う罪悪感や家族・パートナーの困難などがある。軍事心理学の臨床心理学者は、しばしば、ストレス、疲労、およびその他の個人的な任務準備上の治療に重点をおいている。

## 軍事心理学者の役割
軍隊は、通常、ユニークでしばしば混沌としたトラウマに満ちた状況で国家安全保障の任務を遂行するために訓練され装備された集団である。このような状況には、戦闘の最前線、国家の緊急事態、対テロ支援、同盟国の支援、あるいは友好国と敵国の両方の人口に救援物資を提供する、災害対応シナリオが含まれることがある。多くの心理学者は、トラウマ的な状況に対する人間の反応に関して一般的な理解を持っているかもしれないが、軍事心理学者は、この特別な集団の中で応用科学と実践において独自の訓練を受け、経験を積んだ専門家である。軍人は、被害者に直接援助を行うことがあるかもしれない。軍事心理学者は、軍人とその家族、そして軍事作戦の被害者が、異常な状況に対するしばしば「正常な」反応や反応に対処する際に、専門的な援助を行っている。
先に述べた専門的な役割に加え、軍事心理学者はしばしば、医療に関連しない多くの活動への支援を提供している。例えば、軍事心理学者は、人質交渉に際して、その専門知識と訓練を提供することがある。軍事心理学者は人質交渉人ではないが、彼らはしばしば、関係者全員の安全と保護を保ちながら、人質犯と交渉する人たちの相談にのる。軍事心理学者はまた、航空選抜と訓練、生存訓練の研究と適用、および特殊な軍事任務のための人員の選抜に心理科学を適用することができる。
軍事心理学者のもう一つの業務領域は、特に高リスクで信頼性が求められる職業において、職務上の適性を評価することだ。軍隊や警察、戦略的安全保障、保安サービスなどの職業に従事する人々がしばしば直面する、一連のユニークな課題は、任務の信頼性と正確な適性評価を実行する能力である。暴力、災難、および負傷を含む多くの分野でリスクを最小限に抑えながら、現役および将来の職業人の才能を最適化することにより、職場の人的資本投資を最大化する。
適性評価の種類には、基本的な入隊審査、昇進や高い階級の軍人の資格審査、特殊で危険な任務遂行の能力審査がある。作戦指揮官は、継続する重大かつトラウマ的な作戦が、部下に与える影響を懸念するようになると、しばしば軍事心理学者に相談する。
軍事心理学者は、個人、集団、組織の最適なウェルビーイングのために職務状態を評価、診断、治療、推奨する。兵士や司令官の精神状態、レジリエンス（回復力）、あるいは心理学的資源や心理学的脆弱性に影響を与える出来事は、軍事心理学者が戦闘部隊の行動の健全性を保つために専門的なケアやコンサルティングを提供する絶好の機会である。
適性評価は司令部が指示する行政措置または医療関連委員会や法廷における裁判に必要な情報を提供することもある。そうした助言活動は、経験と訓練を受けた軍事心理学者によって公正に行われる必要がある。軍事心理学者は、専門的な応用実践の専門家として、心理学の全分野に精通していなければならない。また、軍事専門職として、軍事作戦の文脈で人間の行動を検討するために、軍事と心理学双方の職業を十分に理解する必要がある。心理学を軍の複雑なニーズと統合するのに必要な専門知識を身につけるために、博士号を取得後、数年を要する。
また、軍事心理学は、面接、捕虜の尋問、友軍の作戦の成果の促進、友軍や敵の犠牲者を減らす作戦上または情報上の価値のある情報を提供する可能性のある人物の内偵調査などに使われる。ここで適用される心理学の科学的原理は、近代交戦国の多くが国際法や国連協定にどのような立場をとっているかにかかわらず、面接官、捜査官、尋問官が積極的な手段に訴える必要や交戦規則、ホスト国の協定、国際法や軍事法に違反するリスク、あるいは米国とその同盟国が加入しているジュネーブ条約のガイドラインの境界を越えることなく非侵略的手段でできるだけ多くの情報を入手することを可能にする。

## 軍事心理学の研究課題
現在の軍事心理学者の目標と使命は、変革をとげている。今やストレス度の高い軍事環境において心理ケアの必要性は予想されることである。PTSD（心的外傷後ストレス障害）に苦しむ人々治療プログラムも改良されている。また、任務への配属後のスクリーニング検査が広範囲に行われるようになり、以前は見過ごされ、治療されることがなかった問題を見極めることができるようになった。

### テロリズム
テロリズムとカウンター・テロリズム、情報管理、心理戦は、発展しつつある軍事心理学の応用的側面に有用である。例えば、現代のテロリストについては、一般的に神話やステレオタイプにより精神障がい者として描写される傾向があるが、テロリストに直接インタビューしたり、観察したり、テロやテロリストに関するメタ分析的研究を行った行動・社会科学者の研究によれば、ほとんどのテロリストは精神障がいの類型から大きく外れている。
精神障がいの認められるテロリストは、テロ組織の戦略的成果を損なう危険性を増大させる。どのようなテロ組織でも、指導者は精神障がいの認められる人物がもたらすリスクを十分に認識している。有能なテロリストはその仕事に最適な人物を採用しようとする。現代のテロリスト集団が、米国やその他の西側諸国の雇用法で規定されている要件を採用しているかどうかは不明である。
テロというレッテルがいつ、どのように貼られるかを理解することは、上記のようにその心理的影響から重要である。テロリストの考え方の原因、目標、方法論、戦略は、心理学的な探求とそれに立ち向かうための戦略・戦術の開発に適している。テロリズムは、政治的目的のために人々に影響を与えるために、社会的・心理的原則とともに、行動的、感情的、および集団の力学を利用するイデオロギーである。心理戦の一種である。テロリストは、政治的課題を進めるために、恐怖、暴力、暴力の脅威、トラウマを利用する専門家でもある。テロリストは心理的コントロールを求め、暴力的な行動を用いて、既存の政治的プロセスや政治権力の象徴を破壊するような行動を人々に起こさせる。彼らは深い原始的な感情を使って反応を引き出し、行動を形成することによって人々をコントロールする。
テロリストの目的は、暴力を使って死や身体切断に対する自然な恐怖を作り出し、それを利用して政治的行動を変えたり、思考を制御したり、言論を修正することだ。軍事心理学者は、高度な訓練を受け、経験を積んでいる。軍事と心理学の専門職の技術と科学における専門的な知識、技能、能力を備えた専門家であり、テロリズムに対抗する作戦環境において大きな可能性を与える。

### 作戦心理学
作戦心理学（Operational psychology）は、心理学の分野の中でも、国家安全保障や国防の領域で、戦術的、作戦的、戦略的目標を達成するために、主要な意思決定者が個人、集団、組織をより効果的に理解し、開発し、ターゲットにし、影響を与えられるよう、専門的助言（コンサルテーション）に行動科学の原理を適用する専門分野である。これは比較的新しい学問分野であり、主に軍事、情報、法執行の分野で心理学者や行動科学者によって実施される。心理学は近年、国家安全保障への応用に焦点を合わせている。その例としては、プロファイリングによるテロリズム抑止戦略の策定、尋問や拘留の支援、情報心理作戦、特殊な軍事活動やその他の公安活動への人材選抜などがある。
最近、作戦心理学は、軍や法執行機関の尋問を支援する一部の実践者による非倫理的行為の疑惑のために、監視の目が厳しくなっている。その結果、少数の心理学者たちが、そのような実践の倫理性について懸念を表明している。作戦心理学の支持者たちは、このような活動の倫理的な弁護を行うことによって、これに応えている。彼らは、米国心理学会の倫理綱領は、作戦心理学者が多くの活動（軍や他の法執行機関による合法的な尋問を含む）を行うことを支援するのに十分であると主張している。

### 戦術心理学
戦術心理学（Tactical psychology）とは、「兵士が敵と接触したときに何をするか、つまり前線の兵士が戦いに勝つために何をすればよいかを鋭く追求すること」である。心理学と歴史分析（軍事史料に統計学を応用したもの）を組み合わせて、戦術によって敵が攻撃をやめ、固まったり、逃げたり、混乱する戦術を発見する。戦術心理学では、制圧射撃、複合武器、側面攻撃などの技術が、いかに敵の戦意を低下させるかを検証する。

### 健康心理学、組織心理学、職業心理学
軍事心理学者は、メンタルヘルスや家族カウンセリング・クリニックの運営、軍隊の新兵選抜検査、さまざまな軍隊に最適な新兵の選抜、軍人と民間人の命を救うための手順を決定する人道的および平和維持任務の分析など、さまざまな分野で貢献している。また、軍人やその家族の生活を向上させるために貢献している軍事心理学者もいる。また、多様性と機会均等の向上を目的とした、軍内の大規模な社会政策プログラムに携わる軍事心理学者もいる。
現代的なプログラムでは、多様な民族や人種を軍隊に統合し、性的暴行や差別を減らすといった問題に取り組むために、軍事心理学者のスキルと知識が役立っている。また、戦闘や、伝統的に男性が担ってきた他の職種で、女性の雇用を支援する軍事心理学者もいる。能力の低い新兵の活用、薬物中毒や負傷した軍人のリハビリを支援する軍事心理学者もいる。アルコール依存や薬物乱用などの生活習慣の問題に対して、軍事心理学者は薬物検査や心理療法を担当する。現代、軍事心理学者の助言は、以前にも増して国の政策形成において真剣に考慮されるようになってきている。現在、アメリカ国防総省に勤務する心理学者の数は、世界のどの組織よりも多い。しかし、1990年代に軍の規模が縮小されて以来、軍における心理学の研究や支援は減少している。

### フェミニズム
軍隊における女性の役割は、ますます注目されている研究分野である。現在、アメリカ軍に占める女性の割合は10％～15％である。女性が看護や助手の役割から離れるにつれて、戦闘という残酷な現実が女性にどのような心理的影響を与えるかが注目されるようになっている。興味深いことに、女性は戦闘に参加した際、男性よりも仲間に支援を求める傾向があり、男性兵士が派遣終了後に直面する長期的な精神的苦痛を回避できることが分かっている。

## 中国で展開されている軍事心理学
中国における軍事心理学の動向については2018年に出版された「Handbook of Military Psychology」で紹介されているている。以下ではその要約を記す。
中国における軍事心理学の根底には卓越した歴史がある。中国における軍事心理学の近年の発展は、回復期、急速な発展期、そしてもう一つの急速かつ深遠な成長期である第三期という、三つの大きな段階に分けることができる。
近年の中国の軍事心理学の成果として（1）軍人の心理学的選抜、（2）軍事環境が精神衛生に及ぼす影響、（3）軍事における人的要因の心理学、（4）心理戦と心理学的防衛、（5）軍人の精神衛生、（6）軍事心理訓練、（7）組織精神衛生と軍事組織文化、（8）戦時以外の精神衛生サービスの8分野がある。これらの分野には有用な心理検査の実施や、中国の広大で地理的に変化に富んだ領土が軍人の精神衛生に及ぼす影響などが含まれる。
中国における軍事心理学は、軍の科学技術の高度な技術を利用し、情報戦と心理戦を発展させている。また、精神病質などの特徴を識別することは、軍の精神障害の早期予防に重要な役割を果たす。
今後は、軍事環境が精神衛生に及ぼす影響、軍事ヒューマンファクターの有効性の向上、軍事訓練、精神衛生などの分野における軍事基準の開発について研究が発展する。